# Plagiotheciaceae
Plagiotheciaceae, biljna porodica u redu Hypnales. Postoji nekoliko rodova.

## Rodovi
1. Acrocladiopsis (Broth.) Cardot
2. Bardunovia Ignatov & Ochyra
3. Complanato-hypnum Hampe
4. Isocladiella Dixon
5. Isopterygiopsis Z. Iwats.
6. Ortholimnobium Dixon
7. Philoscia Berk.
8. Pilaisaea Desv.
9. Plagiothecium Schimp.
10. Rectithecium Hedenäs & Huttunen
11. Saviczia Abramova & I.I. Abramov